# Mole Creek Main Road
Die Mole Creek Main Road ist eine Straße im Norden des australischen Bundesstaates Tasmanien. Sie verbindet die Kleinstadt Mole Creek mit Deloraine und damit mit dem Bass Highway (N1) und dem Lake Highway (A5).

## Verlauf
Die Fernstraße verlässt Deloraine in westlicher Richtung und durchquert das nördliche Vorland der Great Western Tiers. Nach gut 30 km erreicht sie Mole Creek am Südufer des Mersey River. Von dort führt sie weiter nach Westen, wo bei Mayberry der Mole-Creek-Karst-Nationalpark liegt. Von dieser Stelle aus führt die Liena Road (B12) weiter bis zur Ortschaft Liena am Mersey River.